# Wissertalbahn
| Streckennummer (DB): | 2681 (Hermesdf.–Morsb.) 2682 (Wissen–Morsbach) |                                      |                                |
| Kursbuchstrecke (DB): | 240n (1944, 1946), 240f (1964)                 |                                      |                                |
| Streckenlänge: | ehem. 18,2 km heute: 7,2 km                    |                                      |                                |
| Spurweite: | 1435 mm (Normalspur)                           |                                      |                                |
| |                                                |                                      |                                |
| \| \| \| Wiehltalbahn von Waldbröl \| \| \| \| \| \| \| \| \| 0,0 \| Hermesdorf \| 314 m \| \| \| \| \| \| \| \| \| Wiehltalbahn nach Osberghausen \| \| \| \| \| Kömpeler Tunnel (786 m) \| 345 m \| \| \| 2,8 \| Kömpel \| 307 m \| \| \| \| \| \| \| \| 7,111,1 \| Morsbach (Sieg) (heute Streckenende) \| 204 m \| \| \| \| \| \| \| \| 9,4 \| Rein \| Rein \| \| \| 7,8 \| Volperhausen \| Volperhausen \| \| \| 6,9 \| Burg Volperhausen bis 1925 \| Burg Volperhausen bis 1925 \| \| \| 6,0 \| Landesgrenze NRW / RLP \| Landesgrenze NRW / RLP \| \| \| \| Tunnel Niederstenhof (96 m) \| \| \| \| \| Wisser Bach \| \| \| \| 4,3 \| Wisserhof \| Wisserhof \| \| \| \| 3 Brücken über den Wisser Bach \| \| \| \| \| Sieg \| \| \| \| \| Siegstrecke von Köln \| \| \| \| 0,0 \| Wissen (Sieg) \| 157 m \| \| \| \| Siegstrecke nach Siegen \| \| |                                                |                                      |                                |
| |                                                | Wiehltalbahn von Waldbröl            |                                |
| |                                                |                                      |                                |
| Bahnhof | 0,0                                            | Hermesdorf                           | 314 m                          |
| |                                                |                                      |                                |
| Abzweig geradeaus und nach links |                                                | Wiehltalbahn nach Osberghausen       | Wiehltalbahn nach Osberghausen |
| Tunnel |                                                | Kömpeler Tunnel (786 m)              | 345 m                          |
| Haltepunkt / Haltestelle | 2,8                                            | Kömpel                               | 307 m                          |
| |                                                |                                      |                                |
| Spitzkehrbahnhof links · Bahnhof | 7,111,1                                        | Morsbach (Sieg) (heute Streckenende) | 204 m                          |
| |                                                |                                      |                                |
| Haltepunkt / Haltestelle (Strecke außer Betrieb) | 9,4                                            | Rein                                 | Rein                           |
| Bahnhof (Strecke außer Betrieb) | 7,8                                            | Volperhausen                         | Volperhausen                   |
| Haltepunkt / Haltestelle (Strecke außer Betrieb) | 6,9                                            | Burg Volperhausen bis 1925           | Burg Volperhausen bis 1925     |
| Grenze (Strecke außer Betrieb) | 6,0                                            | Landesgrenze NRW / RLP               | Landesgrenze NRW / RLP         |
| Tunnel (Strecke außer Betrieb) |                                                | Tunnel Niederstenhof (96 m)          | Tunnel Niederstenhof (96 m)    |
| Brücke über Wasserlauf (Strecke außer Betrieb) |                                                | Wisser Bach                          | Wisser Bach                    |
| Bahnhof (Strecke außer Betrieb) | 4,3                                            | Wisserhof                            | Wisserhof                      |
| Brücke über Wasserlauf (Strecke außer Betrieb) |                                                | 3 Brücken über den Wisser Bach       | 3 Brücken über den Wisser Bach |
| Brücke über Wasserlauf (Strecke außer Betrieb) |                                                | Sieg                                 | Sieg                           |
| Abzweig ehemals geradeaus und von rechts |                                                | Siegstrecke von Köln                 | Siegstrecke von Köln           |
| Bahnhof | 0,0                                            | Wissen (Sieg)                        | 157 m                          |
| |                                                | Siegstrecke nach Siegen              |                                |

Die Wissertalbahn ist heute die noch vorhandene, 7,2 Kilometer lange, eingleisige Eisenbahnstrecke von Hermesdorf (an der Wiehltalbahn) nach Morsbach im Oberbergischen Kreis in Nordrhein-Westfalen. Früher (bis zum Zweiten Weltkrieg) führte eine 11 Kilometer lange zweite Strecke unter gleichem Namen vom Kopfbahnhof in Morsbach weiter nach Wissen (Sieg) im Landkreis Altenkirchen (Rheinland-Pfalz).
Eine Besonderheit der Wissertalbahn ist der technische Aufwand, hier wurde Pionierarbeit im Bereich des Stampfbetonbaus geleistet, zudem gibt es kaum Bahnübergänge, dafür aber viele Brücken (eine davon mit 32,7 Metern Spannweite) und einen für eine Nebenbahn in dünn besiedeltem Gebiet ungewöhnlich langen Tunnel von 786 Metern (Kömpeler Tunnel). Heute steht die gesamte (noch existierende) Strecke genau wie die Wiehltalbahn unter Denkmalschutz, inklusive Gleise, Bauten und anderer eisenbahntechnischer Infrastruktur und wurde vom Förderkreis zur Rettung der Wiehltalbahn wieder instand gesetzt.

## Geschichte
Die Wissertalbahn bestand eigentlich aus zwei Bahnstrecken. Die zuerst gebaute führte von Morsbach nach Wissen (Sieg), die zweite von Hermesdorf an der Wiehltalbahn nach Morsbach. Dort vereinigten sich beide Strecken im Kopfbahnhof. Die Strecke von Wissen nach Morsbach wurde am 1. Oktober 1890 eröffnet, die Strecke Morsbach–Hermesdorf am 1. Oktober 1908. Letztere diente vor allem zum Lückenschluss zwischen der Aggertalbahn und den umliegenden Bahnen und der Siegstrecke und nicht der Erschließung neuer Industriestandorte wie bei der Wiehltalbahn.
Eine Besonderheit der Strecke war bis 1960 der Morsbacher Bahnhof, der damals der einzige echte Kopfbahnhof der Region war.
Der Abschnitt Volperhausen–Wissen wurde nach starken Kriegsbeschädigungen bereits im März 1945 stillgelegt und nicht wieder aufgebaut. Der Abschnitt Morsbach–Volperhausen verlor den Personenverkehr 1954. Der Güterverkehr zwischen Volperhausen und Morsbach wurde am 2. Oktober 1960 eingestellt. Mehrere Jahre lang wurde nach dem Zweiten Weltkrieg der Wiederaufbau der Strecke nach Wissen gefordert, trotz harter Verhandlungen wurde er letztendlich aber nicht realisiert. Auf dem Reststück Hermesdorf–Morsbach verkehrten noch bis zum 2. Oktober 1960 Personenzüge, wobei es sich zuletzt nur noch um ein Zugpaar Waldbröl–Hermesdorf–Morsbach handelte. Im Abschnitt Morsbach–Wissen wurden die Gleise bereits bis zum Jahr 1965 entfernt. Anfang der 2000er Jahre wurde zudem seine VzG-Streckennummer 2682 neu an den südlichen Teil der Bahnstrecke Köln-Mülheim–Lindlar vergeben.

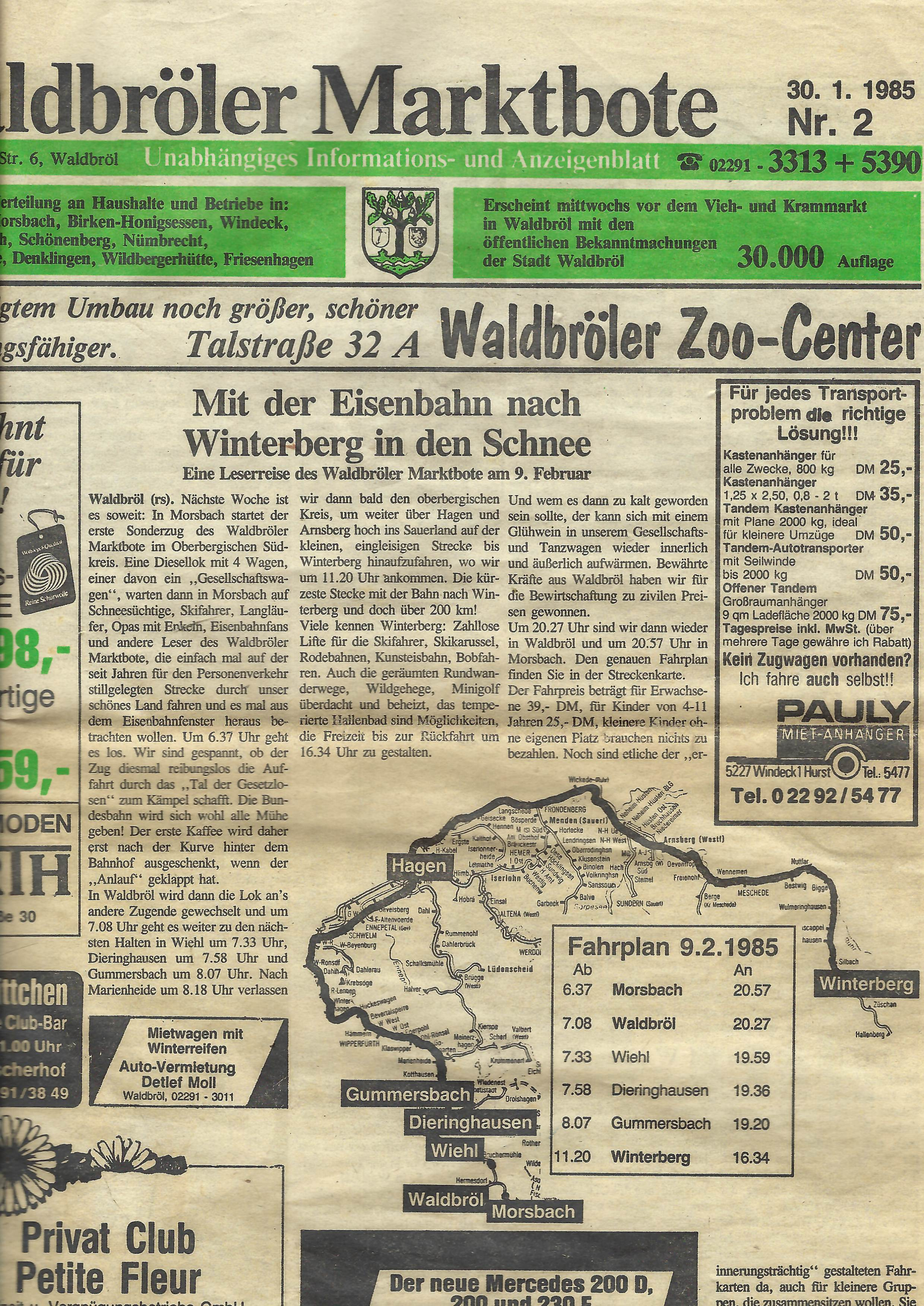
Ein Sonderzug des „Waldbröler Marktbote“ fuhr am Samstag, dem 9. Februar 1985 von Morsbach bis nach Winterberg und zurück.

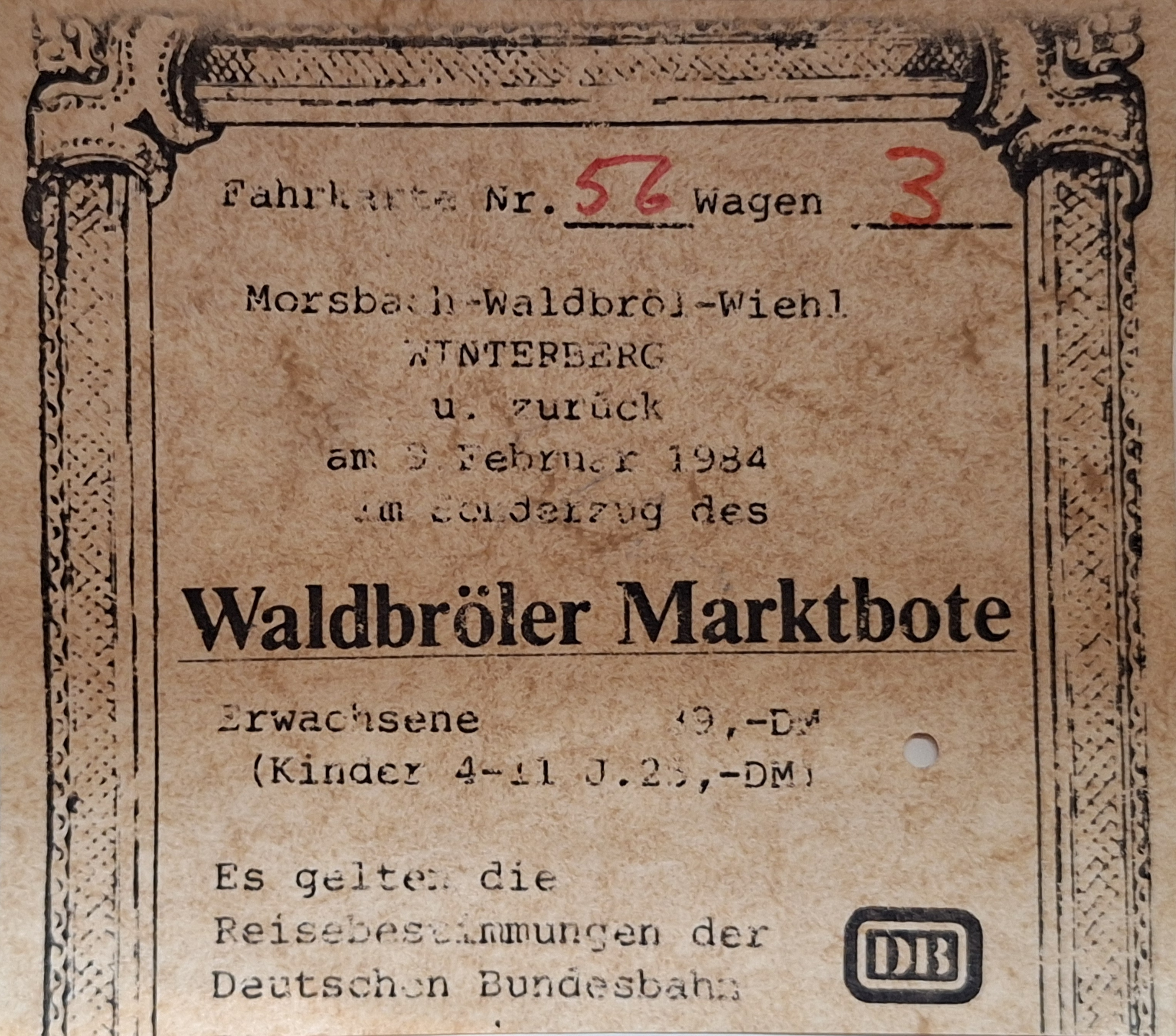
Ein Sonderzug fuhr am 9. Februar 1985 von Morsbach nach Winterberg. Das Datum 9. Februar 1984 auf der Fahrkarte ist falsch, da man beim Druck wohl nicht an den Jahreswechsel gedacht hatte.

1982 stellte die Gemeinde Morsbach das Bahnhofsgebäude unter Denkmalschutz.
In den 1980er- und 1990er-Jahren gab es noch vereinzelte Personen - Sonderzüge auf dem letzten verbliebenen Teilstück der Wissertalbahn von Morsbach nach Hermesdorf und umgekehrt, die dann auch im weiteren Verlauf von Hermesdorf aus über die Wiehltalbahn führten, oder von dieser kamen. Eine Sonderfahrt vom „Waldbröler Marktbote“, (ein damals unabhängiges Informations- und Anzeigenblatt in der Region) brachte die Reisenden z. B. am Samstag, dem 9. Februar 1985 vom Bahnhof Morsbach/Sieg bis nach Winterberg ins Sauerland und wieder zurück. Beim Druck der Fahrkarten hatte man aber offenbar den Jahreswechsel versäumt. So trugen diese fälschlicherweise noch das Datum des Vorjahres 9. Februar 1984, obwohl die Fahrt genau ein Jahr später stattfand, wie man der Ausgabe des Waldbröler Marktboten vom 30. Januar 1985 entnehmen kann, wo auf der Titelseite auch der Streckenverlauf und der Fahrplan abgedruckt waren (siehe Fotos).
Der Niederstenhofener Tunnel zwischen Morsbach und Wissen wurde 1989 im Zuge eines Straßenumbaus abgetragen.
Am 6. April 1991 gab es von der Wiehltalbahn kommend noch einmal eine Personenzug - Sonderfahrt mit einem 3-teiligen Schienenbus über die Wissertalbahn bis nach Morsbach und zurück.
Nachdem der Streckenunterhalt durch die Deutsche Bahn jahrelang vernachlässigt wurde, ergab eine Messfahrt 1993 diverse Mängel, vor allem wurden kostenaufwändige Sanierungen an Brücken notwendig. Kurzfristig wurde der Betrieb noch erlaubt, endete aber bald danach vollständig. Die letzte Personenzugsonderfahrt nach Morsbach fand am 8. Mai 1993 statt, zur gleichen Zeit wie auf dem Abschnitt Dieringhausen – Olpe der Bahnstrecke Siegburg–Olpe. Am 5. Oktober 1994 fuhr auf der Wissertalbahn der bis heute letzte Güterzug; 1997 folgte die Stilllegung der Strecke.
Nach der Übernahme der Strecke durch die RSE wurde die Strecke wieder zum Betriebsgleis (Baugleis).
Bei einer Kanalbaumaßnahme und einer illegalen Gleisabbauaktion im November 2001 wurden im Bahnhofsbereich Morsbach einige Gleise abgebaut, andere einfach zerstückelt.
Der Abschnitt befand sich bis zum Jahr 2009 in einem schlechten Zustand. Da die Strecke größtenteils durch Waldgebiete führt, war sie entsprechend stark zugewachsen. Die Brücken und der Tunnel sind augenscheinlich noch in einem technisch guten Zustand. Da die Strecke unter Denkmalschutz steht und sie weitab von Siedlungen oder Industriegebieten verläuft, wurden die Gleise nach Stilllegung nicht entfernt. Lediglich der Bahnhofsbereich Morsbach sollte überbaut werden.

## Rechtsstreit

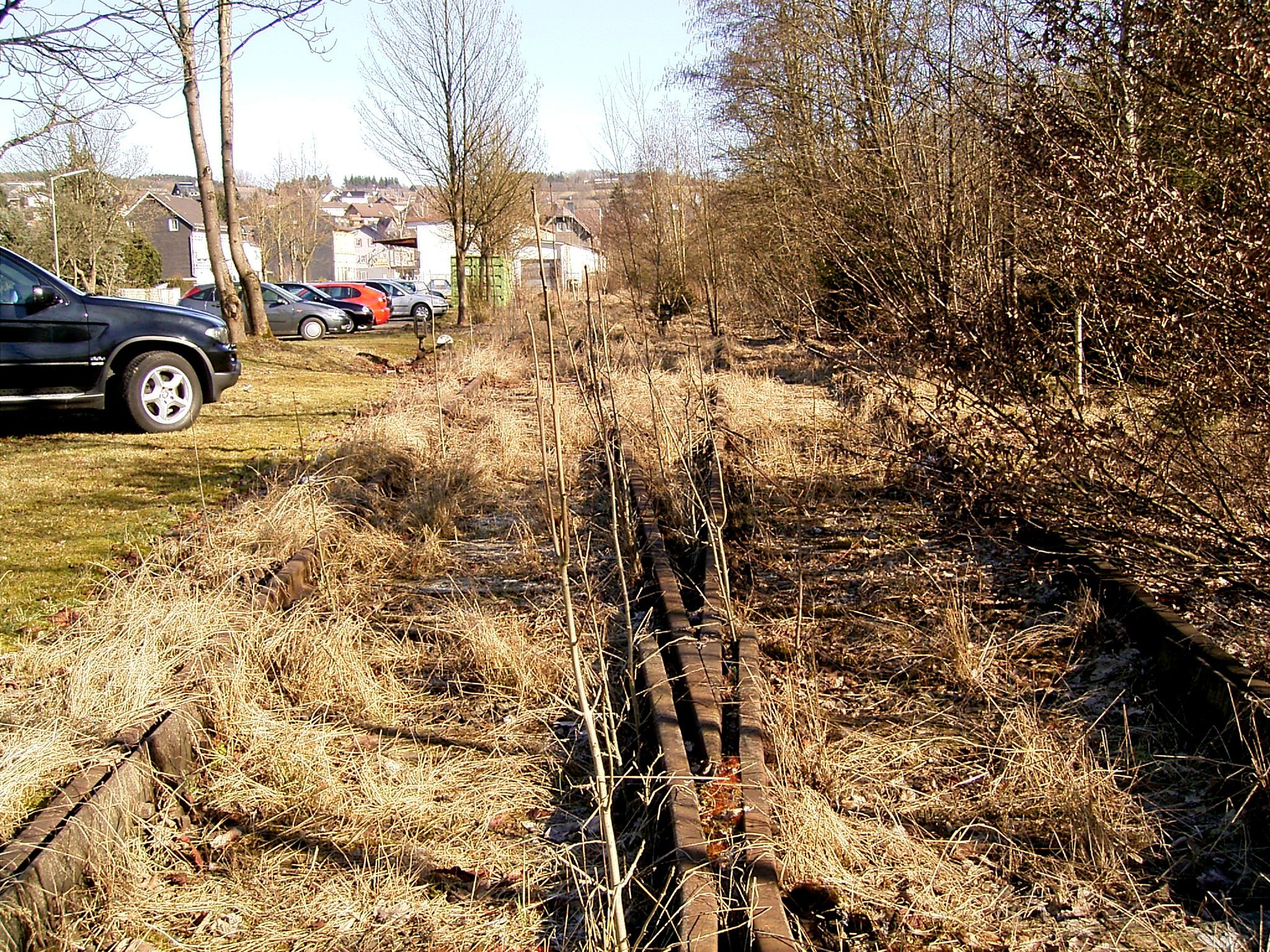
Wissertalbahn in Morsbach 2008

Ende Juni 2007 stellten die Anliegergemeinden einen Antrag auf Entwidmung als Verkehrsfläche. Die Außenstelle Köln des Eisenbahn-Bundesamts entwidmete daraufhin den Abschnitt Hermesdorf–Morsbach der Wissertalbahn. Sowohl die Rhein-Sieg-Eisenbahn GmbH (RSE) als auch Interessengemeinschaft Asdorftalbahn haben gegen die Entwidmung der Strecke Einspruch eingelegt. Am 2. September 2008 hat das nordrhein-westfälische Verkehrsministerium für den Teilabschnitt Hermesdorf-Morsbach eine 50 Jahre gültige Betriebsgenehmigung erteilt. Der Geschäftsführer der Rhein-Sieg-Eisenbahn erklärte daraufhin, mit der Gemeinde Morsbach das Gespräch über anstehende Sanierungsmaßnahmen suchen zu wollen, die Gemeinde lehnte die Gespräche allerdings ab. Im Herbst 2008 wurden durch den Förderkreis zur Rettung der Wiehltalbahn e. V. bereits Instandhaltungsmaßnahmen durchgeführt, mit Stand vom 17. Oktober waren etwa drei Kilometer der Strecke bis zum Haltepunkt Kömpel wieder befahrbar.
Der Morsbacher Bürgermeister Raimund Reuber (CDU) bezeichnete die Erteilung der Betriebsgenehmigung als „Irrsinn“. Am 15. Oktober 2008 fand eine Gleisbaurotte am Haltepunkt Kömpel einen nicht den Normen entsprechenden Prellbock vor, welcher vom Bauhof der Gemeinde Morsbach angebracht wurde und mit den Schienen verschweißt war. Der Morsbacher Bürgermeister bestätigte, dass die aus Stahlträgern und -stangen bestehende und mit zwei rot-weißen Warntafeln versehene Konstruktion durch Mitarbeiter des städtischen Bauhofs installiert wurde. Er erklärte, dass die Gemeinde als Eigentümerin für die Verkehrssicherheit der Strecke zuständig sei und die Installation erfolgte, da sich ein Stein aus einem angrenzenden Viadukt, auf dem die Strecke verläuft, gelöst und ein Auto beschädigt habe. Auch seien die Geländer der Viadukte nicht sicher. Es bestehe ein zu großes Risiko, weswegen man sich zur Sperrung der Strecke mit Hilfe der Stahlkonstruktion entschlossen habe. Er kündigte ferner weitere Maßnahmen an, die von der Stadt ergriffen würden. Die Rhein-Sieg-Eisenbahn, die sich nach Erteilung der Betriebsgenehmigung selber in der Verkehrssicherungspflicht sieht, hat wegen der Aufstellung der Konstruktion Strafanzeige gegen die Gemeinde gestellt, da sie darin einen gefährlichen Eingriff in den Bahnverkehr erkennt. Sie sei als Betreiberin der Strecke nicht über die Maßnahme informiert worden und glaubt, dass Personenschäden durch die Verantwortlichen bewusst in Kauf genommen wurden.
Im November 2008 wurde die Klage der Gemeinde Morsbach gegen die Betriebsgenehmigung an das Landgericht in Bonn verwiesen, wo allerdings Reichshof und Waldbröl schon keinen Erfolg hatten. Über die Entwidmung wurde im August 2009 in einem von der Wiehltalbahn getrennten Verfahren entschieden, weil die Wissertalbahn bei Antragsstellung durch die Gemeinde Morsbach am 19. Juni 2006 noch in Bundeseigentum war und nicht durch eine nichtbundeseigene Eisenbahn betrieben wurde. Daher sollte zunächst das Eisenbahn-Bundesamt über den von der Rhein-Sieg-Eisenbahn (RSE) eingelegten Widerspruch gegen die Entwidmung entscheiden. Mit Erteilung der Betriebserlaubnis für den Streckenteil an die RSE durch das nordrhein-westfälische Verkehrsministerium wechselte die Zuständigkeit für das Verfahren an die Landeseisenbahnaufsicht, die von der Kölner Bezirksregierung wahrgenommen wird. Dem Widerspruch gegen die Entwidmung wurde von der Bezirksregierung stattgegeben, da objektiv ein Bedarf an schienengebundenem Verkehr vorhanden sei.

## Reaktivierung
Am 22. Oktober 2009 erreichte nach langen Freischnittarbeiten ein Betriebsfahrzeug der Wiehltalbahn den Bahnübergang am Ortseingang von Morsbach. Die Fahrten des Betriebsfahrzeugs endeten anfangs direkt hinter dem Bahnübergang am Bahnhof, da dort aufgrund der illegalen Gleisentfernung von 2001 etwa ein Meter Schiene mitten im Gleis fehlte. Dieses Gleisjoch wurde am 2. Oktober 2010 von den Wiehltalbahnern wieder eingefügt, anschließend wurden die Gleise des Bahnhofsgeländes freigeschnitten.
Aktuell ist die gesamte Strecke bis in den Morsbacher Bahnhof wieder befahrbar, sofern die seit dem letzten Freischnitt nachgewachsene Vegetation wieder entfernt wird. Sie wird allerdings bisher nur von Arbeitszügen befahren.
2022 wurden Pläne zur Nutzung durch Fahrraddraisinen vorgestellt.